# NFLのクォーターバック連続先発出場記録

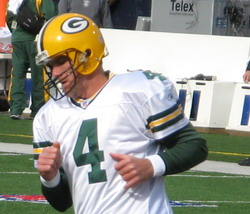
ブレット・ファーヴ

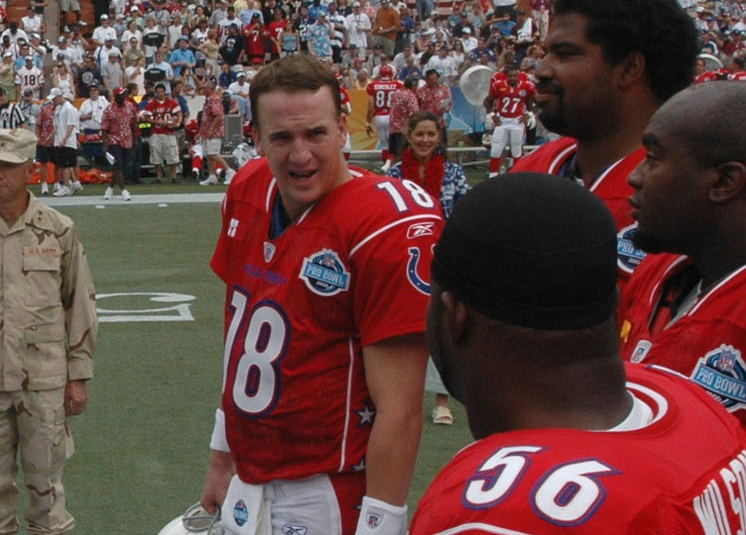
ペイトン・マニング

NFLのクォーターバック連続先発出場記録（NFLのクォーターバックれんぞくせんぱつしゅつじょうきろく）では、NFLのクォーターバックの連続先発出場試合記録を述べる。2021年シーズン終了時点で100試合以上連続先発出場を果たしたのは11人、200試合以上連続先発出場した者は4人である。トム・ブレイディは2001年–2008年で一度途切れ、2009年–2016年、2016年-2022年の間に再び100試合以上連続先発出場している。他のポジションではミネソタ・バイキングスでプレーしたジム・マーシャルが270試合連続出場、ミック・ティンゲルホフが240試合、ヒューストン・オイラーズ/テネシー・タイタンズでプレーしたブルース・マシューズが229試合連続で先発出場している。

## 通算100試合以上連続先発出場しているQB
|    | 選手名                   | 連続先発出場期間 | レギュラーシーズン | プレーオフ | 合計試合数 |
| -- | ------------------------ | ---------------- | ------------------ | ---------- | ---------- |
| 1  | ブレット・ファーヴ       | 1992年–2010年    | 297                | 24         | 321        |
| 2  | フィリップ・リバース     | 2004年–2021年    | 240                | 12         | 252        |
| 3  | イーライ・マニング       | 2004年–2017年    | 210                | 12         | 222        |
| 4  | ペイトン・マニング       | 1998年–2010年    | 208                | 19         | 227        |
| 5  | マット・ライアン         | 2009年–2019年    | 154                | 9          | 163        |
| 6  | ラッセル・ウィルソン     | 2011年–2019年    | 149                | 16         | 165        |
| 7  | マシュー・スタッフォード | 2011年–2019年    | 136                | 3          | 139        |
| 8  | ジョー・フラッコ         | 2008年–2015年    | 122                | 15         | 137        |
| 9  | ロン・ジャウォースキー   | 1977年–1984年    | 116                | 7          | 123        |
| 10 | トム・ブレイディ         | 2009年–2016年    | 112                | 14         | 126        |
| 11 | トム・ブレイディ         | 2001年–2008年    | 111                | 17         | 128        |
| 12 | ジョー・ファーガソン     | 1977年–1984年    | 107                | 3          | 110        |
| 13 | トム・ブレイディ         | 2016年–2022年    | 93                 | 16         | 109        |

*太字は現在連続先発出場中